# رنه آرنو
رنه الکساندر آرنو (انگلیسی: René Alexandre Arnoux؛ زادهٔ ۴ ژوئیهٔ ۱۹۴۸ در پونتچارا، ایزر) رانندهٔ سابق مسابقات اتومبیل‌رانی اهل فرانسه است که در ۱۲ فصل از مسابقات جهانی فرمول یک (از ۱۹۷۸ تا ۱۹۸۹) شرکت کرده است. او در مجموع در ۱۶۵ گراند پری (۱۴۹ شروع) شرکت کرده و با ۲۲ بار رفتن به روی سکو و کسب ۱۸۱ امتیاز کلی، هفت بار به پیروزی دست یافته است. بهترین نتیجهٔ آرنو در قهرمانی رانندگان جهان کسب جایگاه سوم در فصل ۱۹۸۳ با تیم فراری بوده است. آرنو در سال ۱۹۷۷ در مسابقات قهرمانی فرمول دو اروپا به پیروزی رسید. او در سال ۲۰۰۶ در فصل گشایشی از مسابقات استادان جایزه بزرگ برای رانندگان بازنشستهٔ فرمول یک نیز شرکت کرده است.

## نتایج کامل در فرمول یک
(کلید)
| سال  | شرکت‌کننده                  | شاسی           | موتور                           | ۱               | ۲                | ۳                  | ۴               | ۵             | ۶          | ۷           | ۸             | ۹           | ۱۰            | ۱۱           | ۱۲         | ۱۳         | ۱۴           | ۱۵               | ۱۶             | ق.ر.       | امتیاز |
| ---- | -------------------------- | -------------- | ------------------------------- | --------------- | ---------------- | ------------------ | --------------- | ------------- | ---------- | ----------- | ------------- | ----------- | ------------- | ------------ | ---------- | ---------- | ------------ | ---------------- | -------------- | ---------- | ------ |
| ۱۹۷۸ | اتومبیلز مارتینی           | مارتینی ام‌کا۲۳ | فورد کازوورث دی‌اف‌وی ۳٫۰ وی۸     | آرژانتین        | برزیل            | آفریقای جنوبی ع.ص. | غرب آمریکا      | موناکو ع.ص.ا. | بلژیک ۹    | اسپانیا     | سوئد          | فرانسه ۱۴   | بریتانیا      | آلمان ع.ص.ا. | اتریش ۹    | هلند ب.    | ایتالیا      |                  |                | ر.ن.       | ۰      |
| ۱۹۷۸ | دورکس تیم سورتیس           | سورتیس تی‌اس۲۰  | فورد کازوورث دی‌اف‌وی ۳٫۰ وی۸     |                 |                  |                    |                 |               |            |             |               |             |               |              |            |            |              | آمریکا ۹         | کانادا ب.      | ر.ن.       | ۰      |
| ۱۹۷۹ | تیم رنو الف                | رنو آراس۰۱     | رنو-گوردینی ئی‌اف۱ ۱٫۵ وی۶ توربو | آرژانتین ب.     | برزیل ب.         | آفریقای جنوبی ب.   | غرب آمریکا ع.ش. | اسپانیا ۹     | بلژیک ب.   |             |               |             |               |              |            |            |              |                  |                | هشتم       | ۱۷     |
| ۱۹۷۹ | تیم رنو الف                | رنو آراس۱۰     | رنو-گوردینی ئی‌اف۱ ۱٫۵ وی۶ توربو |                 |                  |                    |                 |               |            | موناکو ب.   | فرانسه ۳      | بریتانیا ۲  | آلمان ب.      | اتریش ۶      | هلند ب.    | ایتالیا ب. | کانادا ب.    | آمریکا ۲         |                | هشتم       | ۱۷     |
| ۱۹۸۰ | تیم رنو الف                | رنو آرئی۲۰     | رنو-گوردینی ئی‌اف۱ ۱٫۵ وی۶توربو  | آرژانتین ب.     | برزیل ۱          | آفریقای جنوبی ۱    | غرب آمریکا ۹    | بلژیک ۴       | موناکو ب.  | فرانسه ۵    | بریتانیا ر.ن. | آلمان ب.    | اتریش ۹       | هلند ۲       | ایتالیا ۱۰ | کانادا ب.  | آمریکا ۷     |                  |                | ششم        | ۲۹     |
| ۱۹۸۱ | تیم رنو الف                | رنو آرئی۲۰بی   | رنو-گوردینی ئی‌اف۱ ۱٫۵ وی۶ توربو | غرب آمریکا ۸    | برزیل ب.         | آرژانتین ۵         | سان مارینو ۸    | بلژیک ع.ص.    |            |             |               |             |               |              |            |            |              |                  |                | نهم        | ۱۱     |
| ۱۹۸۱ | تیم رنو الف                | رنو آرئی۳۰     | رنو-گوردینی ئی‌اف۱ ۱٫۵ وی۶ توربو |                 |                  |                    |                 |               | موناکو ب.  | اسپانیا ۹   | فرانسه ۴      | بریتانیا ۹  | آلمان ۱۳      | اتریش ۲      | هلند ب.    | ایتالیا ب. | کانادا ب.    | سیزار پالاس ب.   |                | نهم        | ۱۱     |
| ۱۹۸۲ | تیم رنو الف                | رنو آرئی۳۰بی   | رنو-گوردینی ئی‌اف۱ ۱٫۵ وی۶ توربو | آفریقای جنوبی ۳ | برزیل ب.         | غرب آمریکا ب.      | سان مارینو ب.   | بلژیک ب.      | موناکو ب.  | دیترویت ۱۰  | کانادا ب.     | هلند ب.     | بریتانیا ب.   | فرانسه ۱     | آلمان ۲    | اتریش ب.   | سوئیس ۱۶     | ایتالیا ۱        | سیزار پالاس ب. | ششم        | ۲۸     |
| ۱۹۸۳ | اسکودریا فراری اس‌پی‌ای سفاک | فراری ۱۲۶سی۲بی | فراری ۰۲۱ ۱٫۵ وی۶ توربو         | برزیل ۱۰        | غرب آمریکا ۳     | فرانسه ۷           | سان مارینو ۳    | موناکو ب.     | بلژیک ب.   | دیترویت ب.  | کانادا ۱      | بریتانیا ۵  |               |              |            |            |              |                  |                | سوم        | ۴۹     |
| ۱۹۸۳ | اسکودریا فراری اس‌پی‌ای سفاک | فراری ۱۲۶سی۳   | فراری ۰۲۱ ۱٫۵ وی۶ توربو         |                 |                  |                    |                 |               |            |             |               |             | آلمان ۱       | اتریش ۲      | هلند ۱     | ایتالیا ۲  | اروپا ۹      | آفریقای جنوبی ب. |                | سوم        | ۴۹     |
| ۱۹۸۴ | اسکودریا فراری اس‌پی‌ای سفاک | فراری ۱۲۶سی۴   | فراری ۰۳۱ ۱٫۵ وی۶ توربو         | برزیل ب.        | آفریقای جنوبی ب. | بلژیک ۳            | سان مارینو ۲    | فرانسه ۴      | موناکو ۳‡  | کانادا ۵    | دیترویت ب.    | دالاس ۲     | بریتانیا ۶    | آلمان ۶      | اتریش ۷    | هلند ۱۱    | ایتالیا ب.   | اروپا ۵          | پرتغال ۹       | ششم        | ۲۷     |
| ۱۹۸۵ | اسکودریا فراری اس‌پی‌ای سفاک | فراری ۱۵۶/۸۵   | فراری ۰۳۱ ۱٫۵ وی۶ توربو         | برزیل ۴         | پرتغال           | سان مارینو         | موناکو          | کانادا        | دیترویت    | فرانسه      | بریتانیا      | آلمان       | اتریش         | هلند         | ایتالیا    | بلژیک      | اروپا        | آفریقای جنوبی    | استرالیا       | هفدهم      | ۳      |
| ۱۹۸۶ | اکیپ لیجیه                 | لیجیه جی‌اس۲۷   | رنو ئی‌اف۴بی ۱٫۵ وی۶ توربو       | برزیل ۴         | اسپانیا ب.       | سان مارینو ب.      | موناکو ۵        | بلژیک ب.      | کانادا ۶   | دیترویت ب.  | فرانسه ۵      | بریتانیا ۴  | آلمان ۴       | مجارستان ب.  | اتریش ۱۰   | ایتالیا ب. | پرتغال ۷     | مکزیک ۱۵         | استرالیا ۷     | دهم        | ۱۴     |
| ۱۹۸۷ | لیجیه لوتو                 | لیجیه جی‌اس۲۹بی | مگاترون ام۱۲/۱۳ ۱٫۵ ۴-خطی توربو | برزیل           | سان مارینو ع.ش.  | بلژیک ۶            | موناکو ۱۱       | دیترویت ۱۰    |            |             |               |             |               |              |            |            |              |                  |                | نوزدهم     | ۱      |
| ۱۹۸۷ | لیجیه لوتو                 | لیجیه جی‌اس۲۹سی | مگاترون ام۱۲/۱۳ ۱٫۵ ۴-خطی توربو |                 |                  |                    |                 |               | فرانسه ب.  | بریتانیا ب. | آلمان ب.      | مجارستان ب. | اتریش ۱۰      | ایتالیا ۱۰   | پرتغال ب.  | اسپانیا ب. | مکزیک ب.     | ژاپن ب.          | استرالیا ب.    | نوزدهم     | ۱      |
| ۱۹۸۸ | لیجیه لوتو                 | لیجیه جی‌اس۳۱   | جاد سی‌وی ۳٫۵ وی۸                | برزیل ب.        | سان مارینو ع.ص.  | موناکو ب.          | مکزیک ب.        | کانادا ب.     | دیترویت ب. | فرانسه ع.ص. | بریتانیا ۱۸   | آلمان ۱۷    | مجارستان ب.   | بلژیک ب.     | ایتالیا ۱۳ | پرتغال ۱۰  | اسپانیا ب.   | ژاپن ۱۷          | استرالیا ب.    | ر.ن.       | ۰      |
| ۱۹۸۹ | لیجیه لوتو                 | لیجیه جی‌اس۳۳   | فورد کازوورث دی‌اف‌آر ۳٫۵ وی۸     | برزیل ع.ص.      | سان مارینو ع.ص.  | موناکو ۱۲          | مکزیک ۱۴        | آمریکا ع.ص.   | کانادا ۵   | فرانسه ب.   | بریتانیا ع.ص. | آلمان ۱۱    | مجارستان ع.ص. | بلژیک ب.     | ایتالیا ۹  | پرتغال ۱۳  | اسپانیا ع.ص. | ژاپن ع.ص.        | استرالیا ب.    | بیست و سوم | ۲      |

- ‡ مسابقه با به پایان رسیدن کمتر از ۷۵٪ دورها متوقف شد، نصف امتیازهای عادی اعطا شدند.